# Stazione di Rotondi-Paolisi
Stazione di Rotondi-Paolisi vasútállomás Olaszországban, Rotondi településen.

## Vasútvonalak
Az állomást az alábbi vasútvonalak érintik:
- Benevento–Cancello-vasútvonal

## Kapcsolódó állomások
A vasútállomáshoz az alábbi állomások vannak a legközelebb:
- Stazione di Cervinara (Stazione di Benevento)
- Arpaia-Airola-Sant'agata dei Goti train station (Stazione di Napoli Centrale)